# Gustavo Dalto
Gustavo Dalto Calvi (Pando, Canelones, 16 de marzo de 1963) es un exfutbolista y entrenador de futbol uruguayo que jugaba como delantero. Integró la selección uruguaya que ganó la Copa América 1987 en Argentina. Con Danubio fue campeón uruguayo en 1988.

## Biografía
Proveniente de Atlanta de Pando, el «Rata» Dalto debutó en Danubio en 1981, club con el que ganó la Liguilla Pre-Libertadores de América en 1983 (primer título oficial de Danubio) y el Campeonato Uruguayo de Primera División 1988, También jugó la Copa Libertadores 1984 y  la Copa Libertadores 1989, edición en la que Danubio llegó a semifinales.
Integró la selección uruguaya dirigida por Roberto Fleitas que ganó la Copa América 1987 en Argentina. Debutó en la selección el 21 de agosto de 1985 en la final de la primera edición de la Copa Artemio Franchi 1985, ante Francia, que Uruguay perdió 2 a 0. En ese partido ingresó a los 76 minutos. Anotó un gol en el primer partido en el que Óscar Washington Tabárez dirigió a Uruguay, un triunfo ante Ecuador por 2 a 1. En total jugó doce partidos con la selección.
En 1990 pasó al Xerez de España, tuvo un breve pasaje por Independiente Santa Fe de Colombia. También jugó en Talleres de Córdoba de Argentina, Once Caldas de Colombia, Peñarol (en 1992), Racing, La Luz y Juventud de Las Piedras.
Como entrenador ganó varios títulos con las divisiones juveniles de Danubio y de Club Nacional de Football y dirigió al equipo mayor de Danubio en la Copa Libertadores 2008. En Danubio dirigíó desde 2001 la séptima división hasta llegar al primer equipo. Pasó tres años en Colombia en divisiones juveniles, tres meses en Rampla Juniors y desde 2014 dirige en formativas de Nacional.

## Clubes
| Club                   | País      | Año         |
| ---------------------- | --------- | ----------- |
| Danubio                | Uruguay   | 1981 - 1990 |
| Xerez                  | España    | 1990 - 1991 |
| Independiente Santa Fe | Colombia  | 1991        |
| Talleres               | Argentina | 1991 - 1992 |
| Once Caldas            | Colombia  | 1992        |
| Peñarol                | Uruguay   | 1992        |
| Racing                 | Uruguay   | 1993        |
| La Luz                 | Uruguay   | 1994        |
| Juventud               | Uruguay   | 1997        |